# Sesta Armata d'India (Albergaria, 1504)
La Sesta Armata d'India (pt 6.ª Armada da Índia) fu allestita nel 1504 su ordine del re Manuele I del Portogallo e posta sotto il comando di Lopo Soares de Albergaria. Nel complesso, fu una spedizione ben riuscita: riportò in patria un carico di spezie florido (il migliore dall'India sino ad allora) e garantì alla Corona portoghese importanti vittorie militari (a Kochi, Cranganore e Tanur) strategicamente importanti per la lotta contro lo Zamorin di Calicut, principale nemico indiano dei lusitani.

## La flotta
La Sesta Armata era composta da 13 navi: circa nove grandi nau o caracche, più quattro piccole navetas (caravelle) e 1200 uomini. L'esatta composizione della flotta differisce nei vari conti. Il seguente elenco non dovrebbe essere considerato autorevole in quanto provvisorio e compilato incrociando i dati dei vari resoconti, alcuni contrastanti.
Non sono noti i nomi delle navi. Le cronache suggeriscono che la maggior parte erano velieri da carico di grosse dimensioni (nau o caracche), accompagnate da tre o quattro navi più piccole (navetas), cioè caravelle ("nta" nell'elenco). I capitani di tre delle navetas sono identificati in tutte le cronache, sebbene vi sia qualche disaccordo sulla quarta (ammesso che effettivamente ce ne fosse una quarta). L'elenco di capitani di cui sopra si basa principalmente su: Décadas di João de Barros (1 dicembre, Lib.7), Chronica di Damião de Gois, História di Castanheda e Annaes da Marinha di Quintella. La Relação das Naus da Índia introduce alcune variazioni. Gaspar Correia omette invece la nave di Pedro Dias (o Dinis) de Setúbal e ne introduce due, una sotto Simão de Alcáçova e un'altra sotto Cristóvão de Távora, portando il totale a quattordici legni, salvo poi specificare che l'ammiraglio de Albergaria non aveva una propria nave ma viaggiava a bordo dell'ammiraglia guidata da Pêro de Mendonça, almeno durante il viaggio di andata, riportando così il totale a 13 navi.
L'ammiraglio della flotta (capitão-mor) era Lopo Soares de Albergaria (a volte chiamato Lopo Soares de Alvarenga, o semplicemente Lopo Soares). Albergaria era un nobile di rango intermedio legato al potente clan degli Almeida e aveva servito con successo (1495-99) come capitano generale di São Jorge da Mina nella Costa d'Oro portoghese (Africa occidentale). Albergaria navigò o sulla propria nave o sulla nave capitanata da Pêro de Mendonça. Lopo de Abreu da Ilha potrebbe essere stato il vice-ammiraglio, sebbene D. Leonel Coutinho avesse un grado nobiliare più elevato. Manuel Telles de Vasconcelos era il nipote dell'influente cortigiano portoghese e consigliere reale Duarte Galvão. Due dei capitani erano veterani di precedenti spedizioni: Pedro Afonso de Aguiar e Lopo Mendes de Vasconcellos avevano infatti preso parte alla Quarta Armata d'India (Gama, 1502).
C'era una certa partecipazione privata nella flotta. Almeno una delle navi era equipaggiata da Catarina Dias de Aguiar, una ricca mercante di Lisbona.
Le nau furono designate per tornare a Lisbona con carichi di spezie, mentre le tre/quattro navetas erano destinate a rimanere in India, per rafforzare la locale pattuglia costiera portoghese.

## La missione

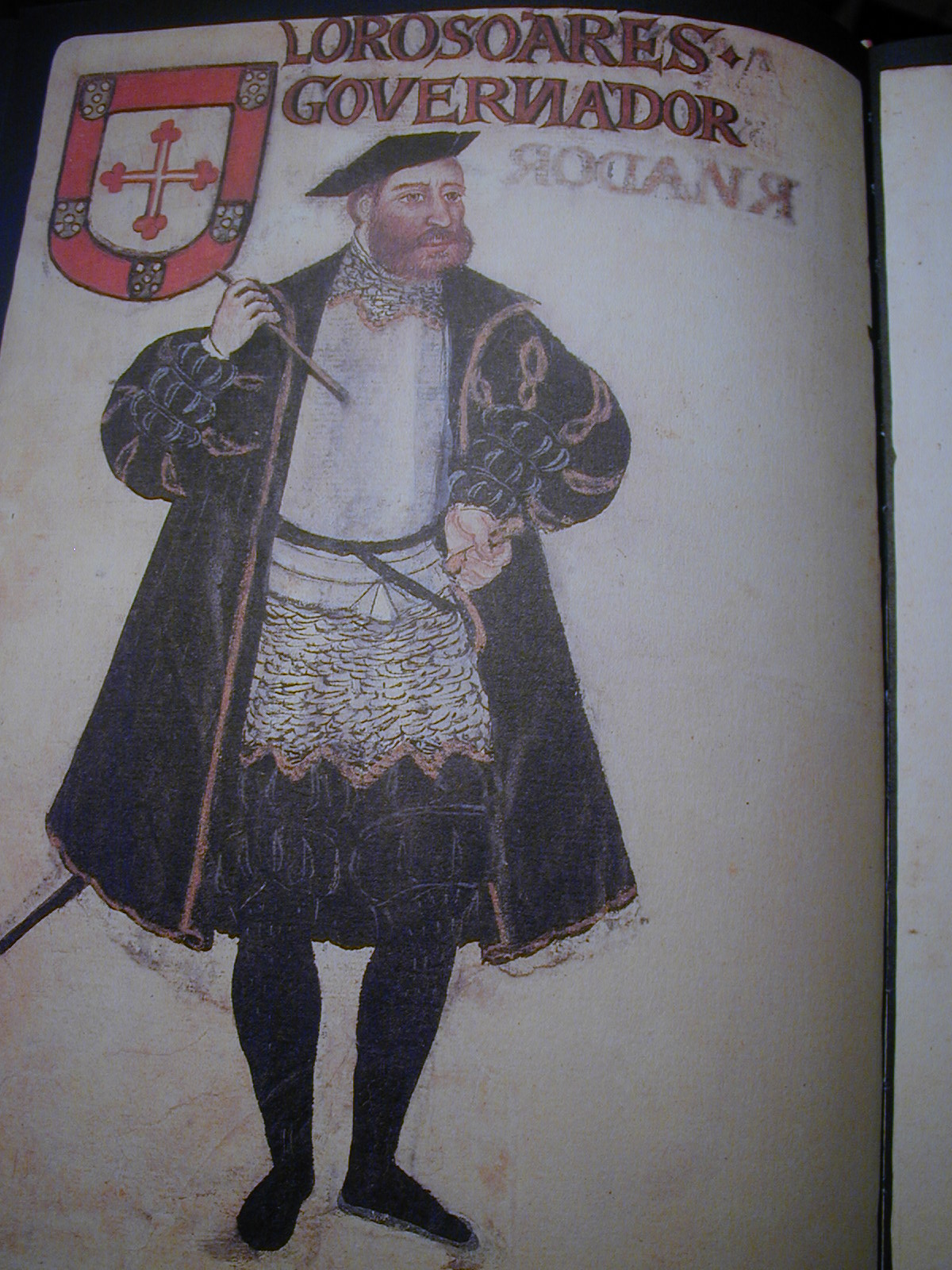
Lopo Soares de Albergaria

La Seconda Armata d'India (Cabral, 1500) aveva aperto le ostilità tra il Regno del Portogallo e lo Zamorin ("Re del Mare") di Calicut (Calecute, odierna Kozhikode), la potenza marittima dominante sulla costa del Malabar in India.
La grande e ben equipaggiata Quarta Armata d'India (Gama, 1502) aveva sperato, mediante una dimostrazione di forza, di persuadere Calicut a chiedere la pace ma nonostante il terrore, i bombardamenti e l'embargo, lo Zamorin s'era rifiutato di cedere. Comprendendo che lo scontro avrebbe richiesto più tempo e mezzi di quelli a sua disposizione, Vasco da Gama lasciò l'India intenzionato a richiedere una flotta più forte da Lisbona, capace se non per battere Calicut, quanto meno di difendere le città-stato alleate portoghesi: Kochi (Cochim) e Cannanore (Canonor, odierna Kannure).
Gama consegnò il suo rapporto a Lisbona nel 1503, troppo tardi per influenzare l'equipaggiamento della Quinta Armata d'India (Albuquerque, 1503), partita pochi mesi prima. Sebbene non fosse attrezzato per sfidare Calicut, Alfonso de Albuquerque salvò Kochi dal cadere nelle mani dello Zamorin e aiutò a rafforzare le sue difese erigendovi Forte Sant'Iago, la prima fortezza portoghese su suolo asiatico.
Basandosi solo sul rapporto di Vasco da Gama, la VI Armata fu equipaggiata in modo mirato, con più soldati e navi d'impiego "tattico" per proteggere le feitoria a Kochi e Cannanore. Come esplicitamente indicato nelle sue istruzioni (regimento), Albergaria aveva l'ordine rigoroso di non accettare alcuna pace con lo Zamorin di Calicut e di molestarlo quanto più possibile.

## Il viaggio di andata
22 aprile 1504 - Le 13 navi della Sesta Armata lasciano l'estuario del Tago.
2 maggio - Le navi arrivano al primo punto di raccolta, Capo Verde. Albergaria annuncia che dal momento che hanno lasciato Lisbona così tardi, non c'è spazio per gli errori: stabilisce rigide istruzioni di regata e avverte piloti e comandanti che pagherà di tasca propria ogni errore.
Giugno - Procedendo di buon ordine, l'Armada raggiunge il Capo di Buona Speranza.
25 giugno - La Sesta raggiunge l'isola del Mozambico. Lì, Albergaria trova la lettera di testimonianza lasciata da Pêro de Ataíde, l'ex capitano della pattuglia indiana, morto lì a febbraio. È qui che Albergaria apprende della debacle della pattuglia costiera di Vicente Sodré e dell'attacco di Calicut a Kochi la primavera precedente.
1 agosto - Albergaria lascia Mozambico. Sebbene incaricato dal suo reggimento di fare scalo a Malindi, è possibile che salpi per l'India direttamente. Damião de Góis riferisce che la Sesta si sostò a Malindi e fu (come al solito) ben accolta dal suo Sultano: rifornì le navi, dotò Albergaria d'un pilota musulmano di nome "Debucar" e consegnò sedici naufraghi portoghesi, sopravvissuti alla nave capovolta di Ataíde, raccolti dalle barche di Malindi all'inizio di quell'anno. L'Armada restò a Malindi solo due giorni, prima di partire per la traversata dell'Oceano Indiano.

## Albergaria in India
La lettera di Ataide diede a Albergaria le notizie dell'India fino al febbraio 1504. Quello che l'ammiraglio non sapeva (ma probabilmente poteva indovinare) era che proprio in quel momento a Kochi era in corso una battaglia disperata. A marzo, lo Zamorin di Calicut aveva lanciato un massiccio attacco sulla città per conquistarla ed impadronirsi del fortino portoghese. Schierò 57.000 soldati, armati di archibugi turchi ed artiglieria veneziana. La minuscola guarnigione portoghese di Kochi, circa 150 uomini al comando di Duarte Pacheco Pereira, grazie a un posizionamento intelligente, all'eroismo individuale e a un po' di fortuna, era però riuscita a respingere un attacco dopo l'altro dell'esercito e della flotta di Calicut per mesi. L'ultima offensiva partì all'inizio di luglio, dopo di che un umiliato Zamorin ha annullato l'invasione.
Agosto 1504 - Attraversando l'Oceano Indiano, l'Armada arriva all'isola di Anjediva. ove trova due navi portoghesi in riparazione: quelle di António de Saldanha e Rui Lourenço Ravasco, parte del III Squadrone della V Armata dell'anno precedente. Raccontano una triste storia: persi e separati in Africa, hanno trascorso l'inverno molestando i porti dell'Africa orientale e le navi del Mar Rosso, riuscendo a traversare l'oceano solo quell'estate. Non hanno idea di dove si trovi la terza nave del loro squadrone, quella di Diogo Fernandes Pereira, avendone perso le tracce quasi un anno prima. Fernandes Pereira aveva svernato da solo a Socotra, traversando poi in solitaria per l'India all'inizio della primavera ed arrivando a Kochi appena in tempo per aiutare Pacheco Pereira a respingere lo Zamorin.
Fine agosto/inizio settembre 1504 - Saldanha e Lourenço accompagnano la Sesta lungo la costa fino a Cannanore. Lì, Albergaria ascolta finalmente rapporti più completi dal fattore Gonçalo Gil Barbosa sulla battaglia in corso a Kochi e risolve di dirigervisi.
7 settembre 1504 - L'Armada appare davanti Calicut. Albergaria invia un messaggio allo Zamorin, chiedendogli di consegnare tutti i prigionieri portoghesi e i due ingegneri veneziani che lo stavano rifornendo di cannoni. Lo Zamorin è al momento assente dalla città ed i suoi ministri sono disposti a liberare i prigionieri portoghesi ma non a consegnare gli italiani. Adirato, Albergaria sottopone Calicut a quarantotto ore di bombardamento continuo sulla costa, causando gravi danni.
Soddisfatti, i portoghesi procedono a sud verso Kochi. Vengono accolti a Forte Sant'Iago dal Trimumpara Raja e dalla stanca guarnigione portoghese. Il comandante Pacheco Pereira è assente, partito per Kollam (po. Quilon) a controllarvi la feitoria. Vengono scambiati saluti e doni, inclusa una considerevole somma di denaro inviata da Manuele I del Portogallo come ricompensa per l'alleanza del Trimumpara Raja.
Con i mercati delle spezie di Kochi affamati dal recente assedio, Albergaria inizia ad ammassare ricchezze. Quattro o cinque navi (Lopes da Costa, Aguiar, Coutinho, Abreu e forse un'altra) vengono inviate a Quilon per caricare. Due navi (Pêro de Mendonça e Vasco Carvalho) vengono inviate per pattugliare la costa a sud di Calicut e sequestrare tutti i mercantili che possono per depredare spezie, mentre Tristão da Silva, affiancato da cinque bateis locali (pinnace), è inviato a pattugliare l'interno della laguna.
Sentito dell'arrivo dell'Armada, Pacheco Pereira torna a Kochi e incontra Albergaria il 14 settembre (22 ottobre secondo Castanheda).

### Incursione su Cranganore
Ottobre 1504 - A Kochi, Albergaria riceve notizie che lo Zamorin di Calicut sta fortificando Kodungallur (po. Cranganore), la città portuale all'estremità settentrionale della laguna di Vembanad che utilizza per spostare truppe e navi negli Stagni del Malabar. Presagendo un nuovo attacco a Kochi una volta ripartita l'Armada, Albergaria decide un attacco preventivo, ordinando ad uno squadrone di una decina di navi da combattimento e numerosi bateis e paraus di dirigere su Cranganore. Le navi più pesanti, incapaci di farsi strada nei canali poco profondi, si ancorarono a Palliport (po. Pallipuram) sul bordo esterno dell'isola di Vypin, a guardia del canale tra Cranganore e il mare.
Giunta a Cranganore, la flotta portoghese-cocinese disperde rapidamente le forze dello Zamorin sulla spiaggia con il fuoco dei cannoni, poi sbarca una forza d'assalto anfibio - circa 1.000 portoghesi e 1.000 Nair - che affronta il resto delle forze di Calicut, le sconfigge e le caccia dalla città. Le truppe d'assalto catturano Cranganore e sottopongono l'antica città, un tempo grande capitale della dinastia Chera del Kerala, ad un brutale saccheggio, radendola al suolo. Quando i combattimenti erano ancora in corso, già erano appiccati incendi intorno alla città da squadre guidate da Pacheco Pereira e dal fattore Correa. Il fuoco consuma rapidamente gran parte della città, tranne i quartieri cristiani siriani, accuratamente risparmiati, mentre le case indù ed ebree non sono considerate allo stesso modo. Sentito dell'attacco, lo Zamorin aveva inviato una flotta di Calicut formata frettolosamente, circa 5 navi e 80 parau, per salvare la città. Vengono intercettati dalle navi portoghesi alla fonda a Palliport e sconfitti in un breve scontro navale.
Due giorni dopo, i portoghesi ricevono un messaggio urgente dal sovrano di Tanur (po. Tanore), un regno del nord, sulla strada tra Calicut e Cranganore. Il Ragià era ai ferri corti con il suo signore supremo, lo Zamorin, e offriva vassallaggio ai portoghesi in cambio di supporto militare. Riferisce che una colonna di Calicut, guidata dallo stesso Zamorin, era stata radunata in fretta per cercare di salvare Cranganore ma che era riuscito a bloccarne il passaggio a Tanur. Albergaria invia immediatamente Pêro Rafael con una caravella e una consistente forza armata portoghese per assistere Tanur e la colonna di Calicut viene rapidamente sconfitta e dispersa.
L'incursione su Cranganore e la defezione di Tanur sono gravi sconfitte strategiche per lo Zamorin, perché spingono a nord i suoi confini e, privandolo della laguna di Vembanad, vanificano la sua speranza di una pronta riconquista di Kochi. Non meno importante, le battaglie di Cranganore e Tanur, attivamente partecipate da capitani e truppe Malabari, dimostrarono chiaramente che lo Zamorin non era più temuto nella regione. La battaglia di Kochi aveva infranto la sua autorità. Cranganore e Tanur mostrarono che il Malabar non aveva più paura di sfidare l'autorità del Musulmano e di prendere le armi contro di lui. I portoghesi non erano più solo un fastidio passeggero per lo Zamorin, una manciata di terrificanti pirati che andavano e venivano una volta all'anno, erano un disturbo permanente che aveva rivoluzionato la geopolitca del Malabar proiettandolo in una nuova fase storica.

### Partenza da Kochi
Fine dicembre 1504 - Con le nau cariche di spezie dai mercati di Kochi e Quilon (e dal carico dei mercantili sequestrati), Albergaria prepara il viaggio di ritorno. Pacheco Pereira, eroe della battaglia di Cochin, dovrebbe essere sostituito come capitano di Forte Manuel ma il Raja di Kochi, affezionatoglisi durante la guerra, tentò in tutti i modi di persuadere Albergaria a desistere da tale decisione. Ottenuto un rifiuto, il Raja volle compensare Pacheco Pereira con un carico pepe ma il portoghese, sapendolo personalmente impoverito dalla guerra, declinò il dono.
Il sostituto di Pacheco Pereira come capitão-mor di Forte Sant'Iago fu il nobile Manuel Telles de Vasconcelos (o Manuel Telles Barreto), secondo Barros. Albergaria lascia Manuel Telles con tre (forse quattro) navi: una nau e due caravelle, al comando di Diogo Pires e Pêro Rafael (e forse Cristovão Jusarte (Lisuarte Pereira?), tutti veterani della battaglia di Kochi. Albergaria annette ciò che rimane delle flotte precedenti (ad esempio, Diogo Fernandes Pereira, Antonio de Saldanha, ecc.) alla Sesta e, nel complesso, parte per Lisbona con due navi in più rispetto all'andata.

### Battaglia di Pandarane
31 gennaio 1504 - la Sesta salpa da Kochi verso nord per attraccare brevemente a Ponnani ove Albergaria vuole omaggiare il nuovo alleato del Portogallo, il raja di Tanur. Mentre negoziava l'ingresso al porto (Ponnani non faceva parte di Tanur, che si trova più nell'entroterra), l'ammiraglio fu avvertito che una grande flotta di trasporto mamelucca ("Mori dal Cairo e dalla Mecca") - circa 17 navi arabe con 4000 uomini - era arrivato a Pandarane (Pantalyini Kollam), un ampio porto di servizio appena a nord di Calicut.
La flotta mamelucca non era venuta in missione militare ma solo per evacuare mercanti arabi (e famiglie) espatriati da Calicut e riportarli a casa in Egitto o in Arabia. Credendo le navi cariche di oggetti e tesori preziosi delle famiglie ricche in fuga, Albergaria non poté resistere alla tentazione. Avendo le nau troppo cariche di spezie per manovrare agilmente, Albergaria le mandò a Cannanore ed attaccò la flotta mamelucca a Pandarane con due caravelle e 15 batei, carichi di circa 360 soldati portoghesi. L'audace attacco intrappolò la flotta musulmana nel porto di Pandarane e nella successiva feroce battaglia Soares riuscì a catturare e saccheggiare le navi, uccidendo circa 2.000 difensori. Le perdite portoghesi furono 23 morti e 170 feriti, circa la metà della forza e più delle perdite di Pacheco Pereira in tutti i recenti scontri di Kochi.

## Il viaggio di ritorno
Primi di gennaio 1505 - Dopo una breve sosta a Cannanore, Albergaria salpa per l'Oceano Indiano.
1 febbraio 1505 - La Sesta arriva a Malindi e preleva il bottino che António de Saldanha e Rui Lourenço Ravasco vi avevano lasciato dopo le loro imprese predatorie intorno all'Africa orientale e Capo Guardafui l'anno precedente.
10 febbraio 1505 - La Sesta arriva a Kilwa, dove Albergaria annuncia l'intenzione di riscuotere il tributo annuale dalla città dovuto al re Manuele I del Portogallo imposto da Gama nel 1502. L'emiro Ibrahim rifiuta e Albergaria, ormai troppo carico di bottino, risolve di proseguire.
Metà febbraio 1505 - L'Armada fa scalo a Mozambico per riparazioni e rifornimenti. Rendendosi conto che sarà un soggiorno di due settimane, Lopo Soares invia due navi - Pêro de Mendonça e Lopo de Abreu - prima di lui a Lisbona per annunciare i risultati della spedizione. La nave di Pêro de Mendonça andrà persa da qualche parte dopo Capo Correntes, probabilmente capovolta sulla costa sudafricana, e non se ne avranno più notizie. Lopo de Abreu arriverà a Lisbona a metà luglio.
22 luglio 1505 - Circa nove giorni dopo l'arrivo di Lopo de Abreu, la flotta principale di Albergaria arriva a Lisbona. Salvo per Pêro de Mendonça, la flotta è intatta. Il carico della Sesta è notato dai contemporanei come uno dei migliori mai riportati dall'India. Ancora più ben accolta è la persona di Pacheco Pereira, le cui gesta Albergaria aveva già riferito alla corte reale. Re Manuele I ordina un elaborato ricevimento e celebrazioni pubbliche in onore dell'eroe di Kochi.

## Conseguenze
Nel complesso, la Sesta Armata fu un successo. Nonostante le vittime a Pandarane e la perdita della nave di Pêro de Mendonça, fu una spedizione riuscita: il carico era particolarmente splendido, le conquiste militari - Cochin, Cranganore, Tanur - strategicamente importanti. Molto apprezzate furono anche le notizie sull'isola di Socotra, scoperta da Diogo Fernandes Pereira alla fine del 1502 che solo ora tornava a riferirle.
Il 1504 fu l'anno in cui il vecchio ordine sulla costa del Malabar fu definitivamente infranto: l'autorità dello Zamorin si stava frammentando, i mercanti arabi stavano fuggendo, gli alleati dei portoghesi non erano più timidi e pochi, ma fiduciosi e in crescita. La domanda per i portoghesi non era più "come possiamo entrare nel commercio delle spezie?" ma "lo abbiamo distrutto e adesso?" . I lusitani avevano ora la possibilità di scrivere il prossimo capitolo della storia del Kerala e del commercio delle spezie. La successiva spedizione, la Settima Armata inviata nella primavera del 1505 sotto D. Francisco de Almeida, aveva ordine di operare in tal senso.
Per lo Zamorin, il 1504 fu un vero incubo. Le umiliazioni di Kochi, la distruzione di Cranganore e le defezioni dei suoi vassalli cambiarono definitivamente il volto del Kerala e le sue prospettive di sopravvivenza. La sua strategia di cercare di costringere i portoghesi alla pace alle sue condizioni, a comportarsi come gli altri mercanti stranieri, a rispettare l'ordine esistente, gli si era drammaticamente ritorta contro.
Anche la distruzione della flotta arabo-egiziana a Pandarane da parte di Albergaria fu un duro colpo allo Zamorin. Aveva sperato di persuadere i Mamelucchi del Cairo di aiutarlo a sconfiggere i nefasti portoghesi ma dopo la distruzione della flotta a Pandarane temeva che gli arabi non volessero rischiare di nuovo simili perdite e che avrebbero lasciato Calicut al suo destino. Tali timori si rivelarono però infondati poiché proprio allora l'Egitto stava avviando i preparativi per rispondere con forza ai portoghesi. Il sultano mamelucco Al-Ashraf Qansuh al-Ghawri aveva fino ad allora preso una posizione largamente passiva circa il caos portoghese alle sue spalle: evacuando i suoi cittadini dall'India; allargando il porto di Gedda per dare riparo alle navi musulmane inseguite dai pirati lusitani; ecc. Ma i ripetuti appelli degli Zamorin di Calicut, sostenuti dai governanti di Gujarat, Aden, Kilwa e dei Veneziani stavano diventando assordanti. I suoi stessi ministri devono aver sottolineato quanto gravemente gli avventurieri portoghesi stessero danneggiando il tesoro del Sultano: tutti i dazi doganali e le tasse furono persi a causa dell'interruzione portoghese del commercio delle spezie del Mar Rosso e del traffico dei pellegrini della Mecca. Alla fine del 1504, il sultano mamelucco fu finalmente convinto che dovevano essere prese misure più attive, non solo per far comportare bene i portoghesi ma per cacciarli del tutto dall'Oceano Indiano (v.si Guerra navale portoghese-mamelucca).

### Esplicative
1. ↑  Barros lo nomina Manuel Telles Barreto, mentre Castanheda e Correia concordano nel chiamarlo Manuel Telles de Vasconcelos. Ci siamo rifatti alla maggioranza delle fonti, v.si Ferguson 1907, p. 295.
2. ↑  Da allora 'Pandarane'/Pantalyini Kollam è stato assorbito dalla crescita della città di Koyilandy. Correia colloca la battaglia (probabilmente erroneamente) nei pressi di Cannanore, a 'Tarampatão' (Valapattam, secondo Whiteway 1899, p. 102).

### Bibliografiche
1. ↑  Subrahmanyam 1997, p. 238.
2. ↑  Subrahmanyam 1997, p. 237.
3. ↑  Subrahmanyam 1997, pp. 237-238.
4. ↑  Quintella 1839-40, pp. 279-80.
5. ↑  Castanheda, p. 272.
6. ↑  Mathew 1997, p. 14.
7. ↑  Whiteway 1899, p. 102.

### Fonti primarie
- (PT) Albuquerque L de (a cura di), Memória das Armadas que de Portugal passaram à Índia [...], facsimile celebrativo, Lisbona, Academia das Ciências, 1979  [1568].
- (PT) António de Ataíde, Codex Add. 20902, in Relação das Náos e Armadas da India com os Sucessos dellas que se puderam Saber, para Noticia e Instrucção dos Curiozos, e Amantes da Historia da India. ed. in (PT) Maldonado MH (a cura di), Relação das Náos e Armadas da India com os Sucessos dellas que se puderam Saber, para Noticia e Instrucção dos Curiozos, e Amantes da Historia da India, Biblioteca Geral da Universidade de Coimbra, 1985.
- (PT) Duarte Barbosa, O Livro de Duarte Barbosa, traduzione di Dames ML, rist., Nuova Delhi, Asian Education Services, 2005  [1518].
- (PT) João de Barros, Décadas da Ásia: Dos feitos, que os Portuguezes fizeram no descubrimento, e conquista, dos mares, e terras do Oriente, 1552-1559.
- (PT) Diogo do Couto, Décadas da Ásia: Dos feitos, que os Portuguezes fizeram no descubrimento, e conquista, dos mares, e terras do Oriente, 1602-1645.
- (PT) Fernão Lopes de Castanheda, História do descobrimento e conquista da Índia pelos portugueses, 1833  [1551-1560].
- (PT) Gaspar Correia, Lendas da Índia, Lisbona, Academia Real das Sciencias, 1858-64  [1550].
- (PT) Damião de Góis, Crónica do Felicissimo Rei D. Manuel, 1566–67.
- (LA) Girolamo Osorio, De rebus Emmanuelis, traduzione di Gibbs J, Londra, Millar, 1752  [1586].
- Ludovico de Varthema, Itinerario de Ludouico de Varthema Bolognese, traduzione di Jones JW, Londra, Halykut Society, 1863  [1510].

### Fonti secondarie
- (FR) Bouchon G, La premier voyage to Lopo Soares de Albergaria, 1504-05, in Mare Luso-Indicum, vol. 3, 1976,  pp. 57-84.
- (PT) Castello-Branco TMS de, Na Rota da Pimenta, Lisbona, Presenza, 2006.
- (EN) Cunha JG da, An Historical and Archaeological Sketch of the Island of Angediva, in Journal of the Bombay Branch of the Royal Asiatic Society, vol. 11, 1875,  pp. 288-310.
- (EN) Dames ML, "Introduzione e note", 1918. in Barbosa
- (PT) Danvers FC, The Portuguese in India, being a history of the rise and decline of their eastern empire, Londra, Allen, 1894.
- (PT) Ferguson D, The Discovery of Ceylon by the Portuguese in 1506, in Journal of the Ceylon Branch of the Royal Asiatic Society, vol. 19, n. 59, 1907,  pp. 284-400.
- (PT) Godinho VM, Os Descobrimentos ea economia mundial, 2.ª ed., Lisbona, Presença Editoriale, 1984  [1963].
- (EN) Lach DF, Asia in the Making of Europe: Vol. 1 – the century of discovery, University of Chicago Press, 1994  [1963].
- (EN) Logan W, Malabar Manual, rist., Nuova Delhi, Asian Education Services, 2004  [1887].
- (EN) Mathew KS, Indian Naval Encounters with the Portuguese: Strengths and weaknesses, in Kurup (a cura di), India's Naval Traditions, Nuova Delhi, Northern Book Centre, 1997.
- (EN) Newitt MD, A History of Mozambique, Indiana University Press, 1995.
- (PT) Pedroso SJ, Resumo historico ácerca da antiga India Portugueza, Lisbona, Castro Irmão, 1881.
- (PT) Quintella IdC, Annaes da Marinha Portugueza, vol. 2, Lisbona, Academia Real das Sciencias, 1839–40.
- (EN) Subrahmanyam S, The Career and Legend of Vasco da Gama, Cambridge University Press, 1997.
- (EN) Theal GM, Records of South-eastern Africa collected in various libraries & archive departments in Europe – Volume 2, Londra, Clowes per Gov of Cape Colony, 1898.
- (EN) Theal GM, The Beginning of South African History, Londra, 1902.
- (EN) Theal GM, History and Ethnography of Africa South of the Zambesi – Vol. I, The Portuguese in South Africa from 1505 to 1700, Londra, Sonneschein, 1907.
- (EN) Whiteway RS, The Rise of Portuguese Power in India, 1497-1550, Westminster, Constable, 1899.